# Klippel-Trénaunay-Weber-Syndrom

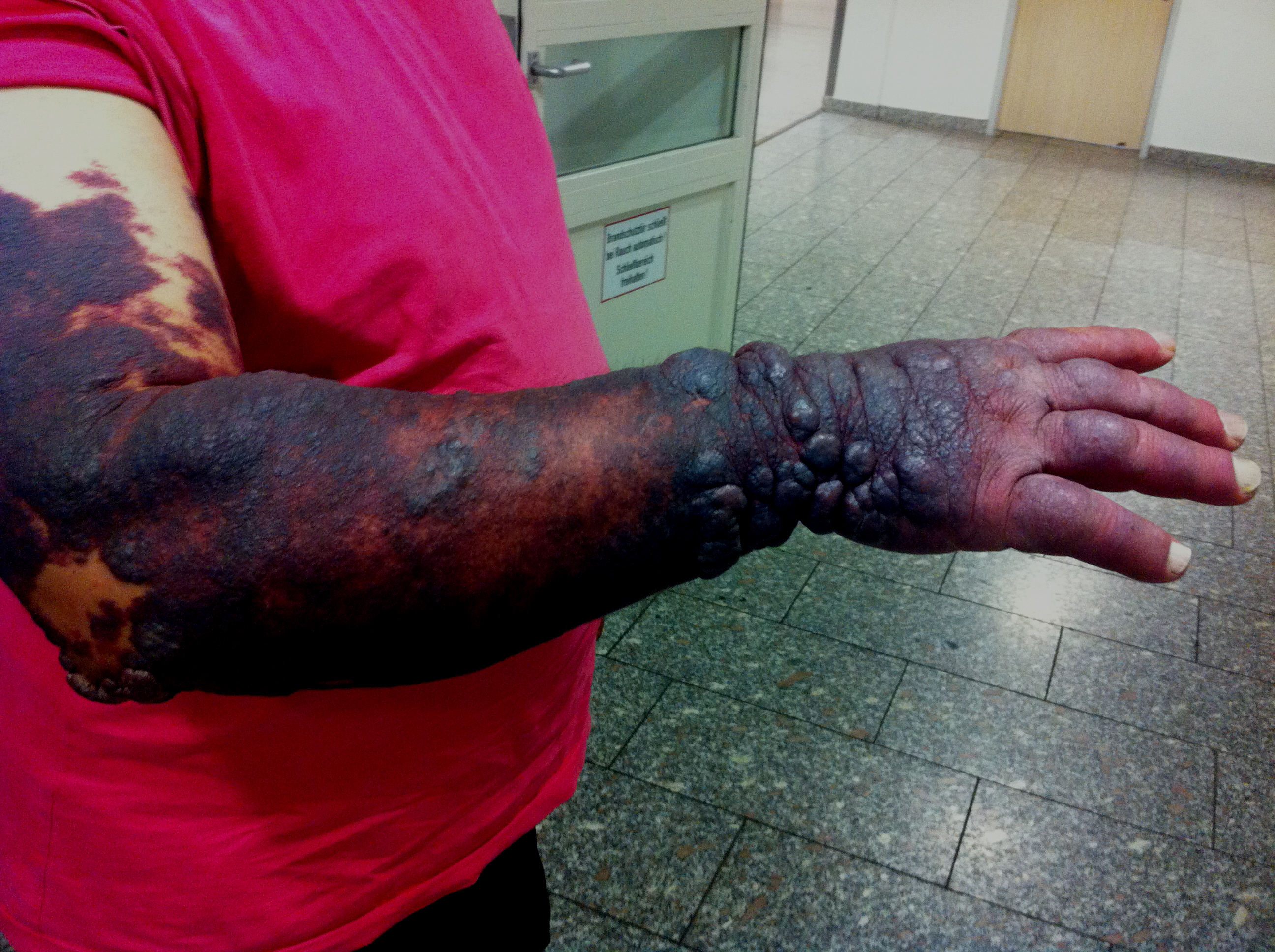
Klippel-Trénaunay-Weber-Syndrom im rechten Ober- und Unterarm eines jungen Mannes

Das Klippel-Trénaunay-Weber-Syndrom (KTS) ist ein angeborenes, nur sporadisch auftretendes, zu den Großwuchssyndromen gehörendes Fehlbildungssyndrom der Gefäße, das durch einen Naevus flammeus, Lymphangiome und örtlich begrenzten (partiellen) Riesenwuchs (in seltenen Fällen auch Minderwuchs) und Venektasien definiert wird.
Synonyme sind: Klippel-Trénaunay-Syndrom; angiektatischer Riesenwuchs, angio-osteohypertrophisches Syndrom
Dieses Syndrom wurde benannt nach den folgenden Ärzten, die es 1900 bzw. 1907 erstmals beschrieben haben:
- Maurice Klippel (1858–1942), französischer Neurologe
- Paul Trénaunay (1875–1938), französischer Neurologe
- Frederick Parkes Weber (1863–1962), englischer Arzt

## Verbreitung
Die Häufigkeit wird auf 1 zu 100.000 Geburten geschätzt, bislang wurde über mehr als 3000 Betroffene berichtet. Beide Geschlechter sind gleich häufig betroffen, bevorzugt bei Geburt, in der Kindheit oder im Jugendalter.

## Ursache
Der Erkrankung liegen zumindest teilweise heterozygote Mutationen (Mosaik) im PIK3CA-Gen auf Chromosom 3 Genort q26.32 zugrunde, das für die katalytische Untereinheit p110α der Phosphatidylinositol 3-Kinase kodiert.
Insofern kann die Erkrankung zu den PIK3CA-assoziierten Großwuchssyndromen (PROS) gerechnet werden.
Eine weitere genetische Ursache findet sich im AGGF1 (früher VG5Q)-Gen auf Chromosom 5 an q13.3 zugrunde, welches für  einen angiogenen Faktor kodiert.
In Einzelfällen liegt auch auf Chromosom 8 am Genort q22.3 eine Translokation mit Chromosom 14 q13 vor.

## Klinische Erscheinungen
Der Riesenwuchs betrifft häufig nur eine Extremität oder einen Teil davon und manifestiert sich in einer Skelett- und Weichteilhypertrophie, seltener -atrophie, durch Venektasien, aber auch einer Hypo- oder Aplasie tiefer Extremitätenvenen.
Sind im Bereich der betroffenen Gliedmaßen(teile) hämodynamisch wirksame  arteriovenöse Fisteln (Shunts) nachzuweisen, wird vom Parkes-Weber-Syndrom als einer Sonderform des angiektatischen Riesenwuchses gesprochen.
Manchmal wird das Klippel-Trénaunay-Syndrom auch als Angiodysplasie vom überwiegend venösen Typ mit Hypertrophie der betroffenen Extremität diagnostiziert.

## Diagnose

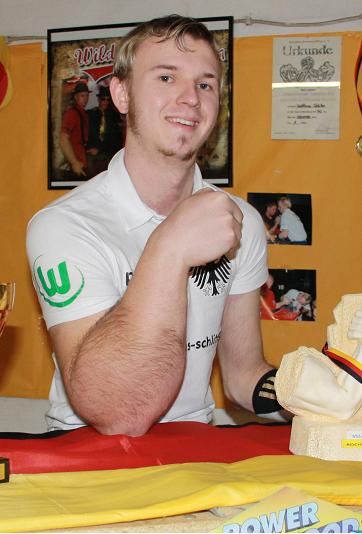
Armwrestler Matthias Schlitte

Die Diagnose kann bereits vorgeburtlich bei Vorliegen umschriebener Hypertrophien vermutet werden.
Um das vollständige Ausmaß der Fehlbildung der Gefäße zu erkennen und damit die Behandlungsmöglichkeiten erfassen zu können, müssen alle Gefäße untersucht werden. Daher setzt sich die Gesamtdiagnostik aus folgenden Untersuchungen zusammen:
- Arterien: Ultraschall (farbcodierte Duplex Untersuchung), Arteriographie, Druckmessung
- Venen: Ultraschall (farbcodierte Duplex Untersuchung), Phlebographie, ggf. Varicographie
- Lymphgefäße: Lymphszintzigraphie, direkte MR-Lymphographie
- Weichteile, Knochen: Computertomographie, Kernspintomographie, Nativ-Röntgenaufnahme

Welche Untersuchung wann durchgeführt werden soll, ist individuell zu entscheiden. Das ideale Alter, in dem eine vollständige Diagnostik durchgeführt werden sollte, muss von den im Verlaufe der Entwicklung auftretenden klinischen Erscheinungsformen abhängig gemacht werden. Daher sind regelmäßige engmaschige Kontrolluntersuchungen beim Gefäßspezialisten (Angiologen, Gefäßchirurgen) unumgänglich. Eine Arteriographie oder Phlebographie ist für kleinere Kinder belastend und kann nur in Narkose durchgeführt werden. Bei kleinen Kindern mit sichtbarem Nävus oder Gefäßerweiterungen oder Differenzen der Extremitätenlängen und -umfänge sollten mittels Sonographie und Kernspintomographie (in Narkose) größere operativ korrigierbare Veränderungen frühzeitig erfasst oder ausgeschlossen werden. Solche Veränderungen finden sich aber eher selten. Wenn eine deutliche Längendifferenz der Beine vorliegt, muss auch schon ab dem dritten Lebensjahr geklärt werden, ob durch gefäßchirurgische Maßnahmen im weiteren Wachstum ein Ausgleich der Längendifferenz erreicht werden kann. Bei den meisten Kindern stellt sich das klinische Bild erst im weiteren Verlauf dar.
Der Beginn des pubertären Wachstumsschubes ist ein weiterer Zeitpunkt, der im Einzelfall diagnostisch genutzt werden sollte. Vor allem bei Störungen des Längenwachstums der Beine, die mit einem Beckenschiefstand und einer Verkrümmung der Wirbelsäule einhergehen können, sollte nicht erst in diesem Alter, sondern frühzeitig die Diagnostik vorangetrieben werden.

## Differentialdiagnostik
Abzugrenzen sind:
- Macrodystrophia lipomatosa
- Maffucci-Syndrom
- Neurofibromatose Typ 1
- Beckwith-Wiedemann-Syndrom
- Parkes-Weber-Syndrom (unterschiedliche Erscheinungsformen und Therapiemaßnahmen)
- andere PROS-Syndrome wie CLOVES-Syndrom und weitere
- Proteus-Syndrom
- PTEN-Hamartom-Tumor-Syndrom, siehe dort